# 布拉提斯拉瓦5區

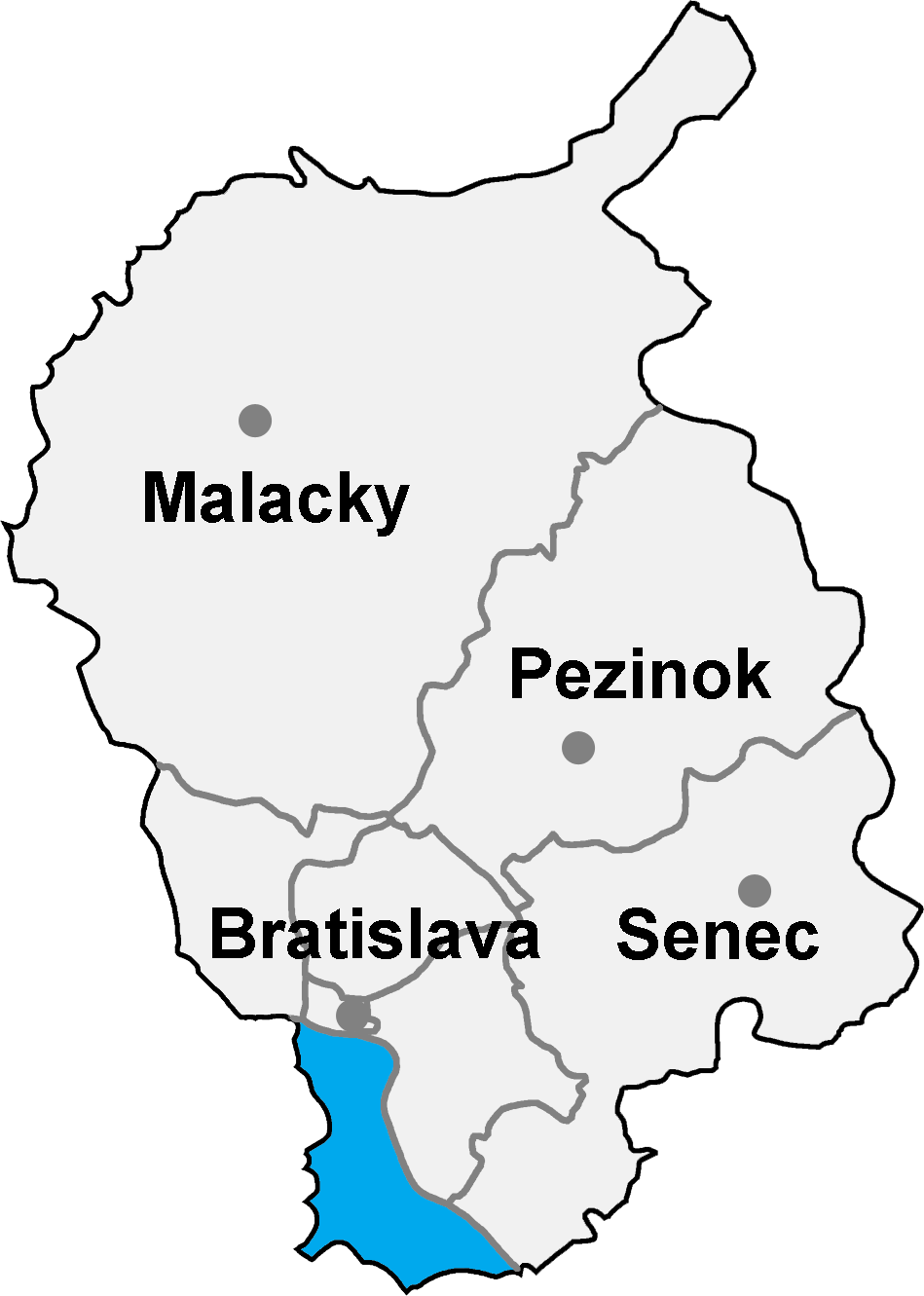

布拉提斯拉瓦5區（Bratislava 5）是斯洛伐克首都布拉提斯拉瓦的一個區，範圍包括了布拉提斯拉瓦的南部地區。布拉提斯拉瓦5區是布拉提斯拉瓦五個區中面積最大的一個區，管轄範圍包括佩特扎爾卡、雅羅夫采、魯索夫采和丘諾沃。布拉提斯拉瓦5區的東側和北側隔多瑙河和布拉提斯拉瓦4區、布拉提斯拉瓦1區、布拉提斯拉瓦2區和塞內奇區接壤。布拉提斯拉瓦5區在南部和匈牙利相鄰，在西部和奧地利相鄰。布拉提斯拉瓦5區是斯洛伐克唯一一個位於多瑙河右岸的區。布拉提斯拉瓦5區面積94平方公里，2004年有人口119,441人。